# Alicja w Krainie Czarów (film 1999)
Alicja w Krainie Czarów (ang. Alice in Wonderland) – amerykańsko-brytyjsko-niemiecki film familijno-przygodowy fantasy z 1999 w reżyserii Nicka Willinga na podst. powieści Alicja w Krainie Czarów i Po drugiej stronie lustra Lewisa Carrolla. Film miał premierę w telewizji Hallmark, w Polsce był wyświetlany na antenie stacji KidsCo. 

## Fabuła
Żyjąca w wiktoriańskiej Anglii 14-letnia Alicja stresuje się, gdy na urządzanym przez jej rodziców przyjęciu ma wyrecytować wiersz Świeże wiśnie. Ukradkiem idzie do ogrodu, gdzie widzi mówiącego i wytwornie ubranego białego królika, wyraźnie się gdzieś spieszącego. Zaintrygowana Alicja udaje się za nim do nory pod drzewem. Tam spada w pustkę będącą się wielkim pomieszczeniem. Odkrywa malutkie drzwi wychodzące na piękny ogród, ale ich mały rozmiar uniemożliwia Alicji wejście. Na stoliku zjawia się flakonik z karteczką „Wypij mnie”. Alicja wypija go i staje maleńka. Jednak zapomniała wziąć klucz będący na stoliku, więc chcąc do niego się dostać zjada ze szklanego pudełka ciastko z napisem „Zjedz mnie”, lecz staje się tak olbrzymia, że dotyka sklepienia. Prosi o pomoc białego królika, ten ucieka w popłochu gubiąc wachlarz i rękawiczki. Z bezradności Alicja wybucha płaczem, a jej łzy wypełniają podłogę. Wachlarz magicznie zmniejsza Alicję.
Łzy Alicji znoszą ją do kanałów, w których spotyka Mysz. Prowadzi dziewczynkę do wielkiej biblioteki. W książkach mieszkają inne zwierzęta i decydują osuszyć Alicję w Wyścigu Kumotrów, który każdy wygrywa. Gdy zwierzęta wracają do siebie, ponownie zjawia się Biały Królik i każe Alicji przynieść nowe wachlarz i rękawiczki z jego domu znajdującego się w książce-rozkładance. Tam Alicja pijąc kolejny flakonik robi się tak wielka, że wypełnia sobą cały dom. Biały Królik i jego irlandzcy ogrodnicy Pat i Bill biorą Alicję za olbrzyma. Wrzucają do środka kamyki zmieniające się w ciastka, po których zjedzeniu Alicja staje się rozmiaru owada. Ucieka niepostrzeżenie z domu królika, a następnie ucieka przed ogromnym psem.
Alicja kontynuując poszukiwania pięknego ogrodu spotyka gąsienicę w stopniu majora. Żali się jej, że zmieniła się tyle razy, że nie wie kim jest. Gąsienica zdradza, że zjedzenie kawałków z jej grzyba odpowiada za wzrost. Później Alicja trafia do pałacu, gdzie spotyka Księżną, wiecznie uśmiechniętego kota z Cheshire i kucharkę rzucającą talerzami i nadużywającą pieprzu. Księżna wręcza Alicji swe niemowlę, a sama idzie na partyjkę krokieta z pewną królową. W obawie o niemowlę Alicja wybiega z nim z pałacu. Ku jej zdumieniu dziecko zamienia się w prosiaka. Alicję zagaduje kot z Chesire i wskazuje dwa kierunki – jeden prowadzący do Szalonego Kapelusznika, a drugi do równie szalonego Marcowego Zająca. Na protesty Alicji Kot stwierdza, że w tej krainie każdy jest szalony, w tym Alicja, inaczej by się tu nie znalazła.
Alicja zastaje Kapelusznika i Zająca na herbatce z udziałem Susła. Alicję przerasta szaleństwo uczestników herbatki i odchodzi. Odchodząc trafia na drzewo, której pień otwiera przed nią salę z początku jej podróży. Alicja, spożywszy kęs grzyba, już z odpowiednim wzrostem wreszcie wchodzi na teren pięknego ogrodu. Tam widzi ożywione karty do gry malujące na czerwono białe róże zasadzone omyłkowo w miejsce czerwonych. Chcą uniknąć gniewu Królowej Kier, u której Biały Królik służy jako herold. Królowa na widok niedoskonałej pracy malarzy skazuje ich na śmierć. Biały Królik wyjaśnia, że Królowa Kier i jej mąż-pantoflarz wiecznie skazują kogoś na dekapitację. Spotkało to m.in. Księżną oczekującą na wyrok za sprzeczkę z Królową. Alicja ma zagrać z resztą w krokieta, z flamingami jako młotkami i jeżami jako piłkami. Zjawia się kot z Cheshire jedynie w formie głowy, przez co nie może zostać ścięty.
Księżna jako właścicielka kota zostaje ułaskawiona i znacznie milsza zasypuje Alicję przysłowiami. Odchodzi jednak na rozkaz Królowej Kier. Ta wyjaśnia Alicji, że musi znać hasło, jeśli chce wrócić do domu. Wędrując po labiryncie Alicja spotyka ruiny, w których mieszają Gryf i Nibyżółw. Oboje śpiewają z Alicją, zachęcając ją do znalezienia swej drogi. Kontynuując wędrówkę po labiryncie wchodzi do kolejnej książki, gdzie jest świadkiem zwycięskiej walki Białego Rycerza z Czerwonym Rycerzem, będącej jedynie ich przyjacielską grą. Biały Rycerz szczycącym się wieloma niepraktycznymi wynalazkami zachęca Alicję do bycia dzielną. Alicja przechodzi przez ogród pełen mówiących kwiatów, które dają jej wskazówki odnośnie dalszej drogi do domu.
Drogę Alicji zagradzają znani jej z dziecięcej rymowanki bliźniaki – Tweedledee i Tweedledum. Prezentują jej teatrzyk o ostrygach pożartych przez morsa i cieślę podstępem, a następnie pokazują jej śpiącego Czerwonego Króla, leniwego brata Króla Kier. Tweedle Dee i Tweedle Dum uczestniczą w improwizowanym pojedynku, jednak uciekają w panice na widok chmury, biorąc ją za wronę. Wkrótce Alicja zostaje zabrana do sądu jako świadek w sprawie skradzionych ciastek przez Waleta Kier, bratanka Królowej Kier. Powiększona od kęsa grzyba Alicja wytyka absurdalność procesu i mówi o Królu i Królowej Kier, co o nich myśli. Biały Królik widząc odwagę Alicji mówi jej, że kraina czarów już nie jest jej potrzebna i dziewczynka budzi się w ogrodzie. Wreszcie staje przed gośćmi przyjęcia, którzy łudząco przypominają postacie z krainy czarów, i niespodziewanie śpiewa o kadrylu homarów.  Publiczność cieszy się z jej występu. Alicja zauważa wśród widowni swoją kotkę Dię, która tak naprawdę jest kotem z Cheshire uśmiechającym się do niej z gratulacjami.

## Obsada
- Tina Majorino – Alicja
- Janine Eser – matka Alicji
- Jeremy Brudenell – ojciec Alicji
- Mary Healey – niania
- Dilys Laye – guwernantka
- Kiran Shah – Biały Królik
- Richard Coombs – Biały Królik (głos i animatronika)
- Ken Dodd – Mysz / gość grający w szachy #1
- Peter Bayliss – pan Dodo / gość grający w szachy #2
- Liz Smith – panna Lorysa / gościni grająca w karty #1
- Heathcote Williams – pan Orzeł / gość grający w karty #2
- Ken Campbell – pan Kaczor / gość grający w karty #3
- Jason Byrne – Pat
- Paddy Joyce – Bill
- Ben Kingsley – Major Gąsienica / gość-wojskowy
- Whoopi Goldberg – Kot z Cheshire
- Elizabeth Spriggs – Księżna / kichająca gościni
- Sheila Hancock – Kucharka / gościni podająca pieprz
- Adrian Parish –
  - niemowlę Księżnej (animatronika),
  - Gryf (animatronika)
- Peter Eyre – Żabopodobny lokaj / kamerdyner #1
- Hugh Lloyd – Rybopodobny lokaj / kamerdyner #2
- Martin Short – Szalony Kapelusznik / gość w słomkowym kapeluszu
- Adrian Getley –
  - Marcowy Zając,
  - Gryf (animatronika)
- Francis Wright – Marcowy Zając (głos) / gość udający zająca
- Robert Tygner –
  - Marcowy Zając (animatronika),
  - Gryf (animatronika)
- Nigel Plaskitt – Suseł (głos i dodatkowa animatronika)
- David Alan Barclay –
  - Suseł (animatronika),
  - Gryf (animatronika),
  - Flamingi (animatronika),
  - Jeże (animatronika)
- Miranda Richardson – Królowa Kier / gościni grająca w krokieta
- Simon Russell Beale – Król Kier / gość grający w krokieta
- Jason Flemyng – Sir Jack, Walet Kier / Cad
- Matthew Sim – Karta-malarz #1
- Jonathan Broadbent – Karta-malarz #2
- Christopher Ryan – Karta-malarz #3
- Murray Melvin – Karta-kat
- Gene Wilder – Niby Żółw
- Donald Sinden – Gryf (głos)
- Mark Hunter – Gryf (animatronika)
- Christopher Lloyd – Biały Rycerz
- Gerard Naprous – Czerwony Rycerz
- Joanna Lumley – Smolinos (głos)
- Robbie Coltrane – Ned Tweedledum
- George Wendt – Fred Tweedledee
- Peter Ustinov – Mors
- Pete Postlethwaite – Cieśla
- John Owens – Czerwony Goniec
- Christopher Greenwood – Biała Wieża

Źródło: